# Vụng băng
Vụng băng hay fjard (còn viết là fiard) là một dạng vịnh hẹp hình thành do các thung lũng băng cổ chìm xuống biển và do hiện tượng sụt lún trong phạm vi vùng đất thấp phủ đầy băng đá. Fjard có đặc điểm là ngắn hơn, nông hơn và rộng hơn so với fjord. Ngoài ra, fjard khác với fjord ở chỗ fjard không có các vách đá dốc đặc trưng cho rãnh sông băng (chìm một phần để tạo thành fjord). Các ví dụ về vụng băng là Bråviken (bờ biển Thuỵ Điển), Hjortsholm (bờ biển Đan Mạch) và Somes Sound (Công viên Quốc gia Acadia, tiểu bang Maine, Hoa Kỳ). Các fjard dọc theo bờ biển Baltic thuộc nước Đức được gọi là förden.

## So sánh fjard và fjord
Mặc dù fjard và fjord hình thành theo cách thức giống nhau nhưng hai loại vịnh hẹp này vẫn có những điểm khác biệt quan trọng. Fjord được đặc trưng bởi các vách đá dốc do băng hà bào mòn và thường có nhiều lạch nước riêng rẽ. Fjard cũng từng là một thung lũng bị băng hà mài mòn và đã xói mòn nhưng có địa hình thấp hơn nhiều so với fjord. Tại các fjard, có thể tìm thấy những dạng địa hình thấp mà fjord không có, ví dụ bãi lầy triều, đồng lầy ngập mặn và đồng bằng ngập lụt.